# Ala-Kätkäjärvi
Ala-Kätkäjärvi eller Alakätkäjärvi är en sjö i Finland. Den ligger i kommunen Rovaniemi i landskapet Lappland, i den norra delen av landet, 700 km norr om huvudstaden Helsingfors. Ala-Kätkäjärvi ligger 109 meter över havet. Arean är 51,8 hektar och strandlinjen är 3,58 kilometer lång. Sjön  ingår i Kemi älvs huvudavrinningsområde. 